# Straßenbekanntschaft
Straßenbekanntschaft ist ein deutsches Filmdrama der DEFA von Peter Pewas aus dem Jahr 1948. Der Aufklärungsfilm blieb die einzige DEFA-Arbeit des Regisseurs.

## Handlung
Erika ist 20 Jahre alt, lebt bei ihren strengen Eltern in einer kahlen Nachkriegswohnung und arbeitet in einer Wäscherei als Plätterin. Stets hat sie Hunger. An ihrer Freundin Else sieht sie, wie sie es machen müsste: Else hat sich einen älteren Mann geangelt, der sie mit neuen Strümpfen versorgt. Zudem ist Else regelmäßig Gast bei der ominösen Annemie, bei deren Feiern reichhaltige Speisen auf den Tisch kommen und die Männer den Frauen gegenüber sehr freigiebig sind. Auf Erika, die an dem Tag von Else zu Annemie eingeladen wurde, wartet nach Dienstschluss einmal wieder der arme Journalist Walter, der sich in sie verliebt hat. Erika lässt ihn mal wieder stehen, doch schenkt er ihr kurz vor dem Auseinandergehen einen versilberten Ring, den sie annimmt. Zu Hause wartet auf Erika wie so oft ein Teller Suppe und eine Mutter, die ihr Vorwürfe macht. Nach kurzer Zeit rebelliert Erika und geht. Sie begibt sich zu Annemie, deren Feier in vollem Gange ist. Erika isst sich auf der Feier satt und Annemie erkennt, dass Erika nicht weiß, dass sie nicht nur nehmen kann, sondern irgendwann auch geben muss.
Als Erika nachts um drei nach Hause kommt, stellt ihr Vater sie zur Rede. Erika behauptet, sie sei im Kino gewesen. Er erinnert sie daran, nicht ihre Ehre aufs Spiel zu setzen und sie entgegnet, er selbst sammle Zigarettenkippen von der Straße auf. Der Vater ohrfeigt sie, Erika packt ihre Sachen und geht. Sie weiß nicht, wo sie hin soll. Ein Zimmer kann sie sich nicht mieten, weil sie kein Geld und nichts zum Eintauschen hat. Plötzlich begegnet ihr Walter, der ihre Lage erkennt. Walter bietet Erika an, in seiner Wohnung zu wohnen, wo sie ein Extrazimmer beziehen könne. Sie willigt ein. Entfernt von ihren Eltern wird Erika ein oft gesehener Gast bei Annemie, bei der auch der alte Spitz verkehrt. Er bringt eines Tages den Kriegsheimkehrer Herbert Petzoldt mit. Herbert war drei Jahre in Kriegsgefangenschaft. Nun kehrte er nach Berlin zurück und traf auf seine Frau Marion, die inzwischen als Straßenbahnschaffnerin arbeitet. Zunächst von der Nähe zu seiner Frau begeistert, erkannte Herbert, dass sie in seiner langen Abwesenheit eine kurze Affäre zu einem anderen Mann hatte. Er begab sich daraufhin zu Spitz und hoffte, von diesem Arbeit und damit Abwechslung zu erhalten, doch hat Spitz selbst keine Aufträge. Er nimmt ihn mit zu Annemie, wo Herbert viel trinkt und schließlich mit Erika tanzt. Spitz schenkt Erika ein Paar Nylonstrümpfe, die sie begeistert in einem Nebenzimmer in Herberts Anwesenheit anprobiert. Herbert fühlt sich von ihr herausgefordert und schläft mit ihr.
Zwischen Herbert und Marion kommt es zum Streit, was die ohnehin gesundheitlich angegriffene Frau weiter schwächt. Auf der Arbeit kann sie sich vor Schmerzen kaum noch bewegen und bricht schließlich zusammen. Erika wird unterdessen während eines Barbesuchs von einer Gesundheitsrazzia überrascht, an der auch Walter als Berichterstatter teilnimmt. Walter will Erika aus der Frauenmasse lösen, doch muss auch sie zur Untersuchung ins Krankenhaus. Erika ist konsterniert, während sich Walter zum ersten Mal die Frage stellt, ob eine Vorverurteilung der Frauen wirklich gerecht sein kann. Der Arzt erklärt ihm jedoch, dass zwar oft eher Frauen die Geschlechtskrankheiten weitergeben, aber auch die Männer und damit die gesamte Bevölkerung untersucht werden müsse. Es fehle nur an Geld, dies auch umzusetzen. Erika wiederum erhält im Krankenhaus die Diagnose, dass sie tatsächlich Gonorrhoe hat. Sie ahnt, dass sie sich bei Herbert angesteckt hat. Der erfährt wiederum, dass Marion eine Geschlechtskrankheit hat, die sie heimlich mit Medikamenten selbst behandeln wollte, was jedoch nicht funktioniert hat. Er weiß, dass auch er krank ist und die Krankheit an Erika weitergegeben hat, und wird sich seines verantwortungslosen Tuns erstmals bewusst, auch wenn er die Schuld an seine Frau weitergibt. Erika jedoch kommt mit anderen erkrankten Frauen ins Krankenhaus. Sie schämt sich und flüchtet heimlich. Walter drängt sie, zurück ins Krankenhaus zu gehen, doch begibt sie sich zu Annemie. Sie erklärt dieser ihre Lage und Annemie deutet an, dass man Medikamente auf dem Schwarzmarkt erwerben könnte, diese jedoch sehr teuer seien. Als sich Annemie im Badezimmer umzieht, überrascht Erika sie dabei und entdeckt große Geschwüre auf deren Rücken. Erika ist nun die einzige, die von Annemies Geheimnis weiß: Diese hat schon seit dem Krieg Syphilis, war einige Zeit in Behandlung, hat diese jedoch durch die Nachkriegswirren unterbrochen und nicht wieder aufgenommen. Annemie hat ihren Freund angesteckt und beide haben nun nur noch sich. Annemie beschwört Erika, sich im Krankenhaus behandeln zu lassen oder sich lieber gleich einen Strick zu nehmen. Erika eilt ins Krankenhaus zurück. Später wird sie als geheilt entlassen. Walter erwartet sie am Ausgang und beide gehen Seite an Seite davon.

## Produktion
Der Film entstand im Auftrag der Zentralverwaltung für Gesundheitswesen. Ziel war es, die Bevölkerung über die Gefahr von Geschlechtskrankheiten zu informieren und aufzuklären, die im damals viergeteilten Berlin grassierten. „Fast jeder hat, und gerade in Berlin, genug Unerfreuliches auf dem Gebiet erlebt. Aber gegenüber der grauenvollen Statistik der Geschlechtskrankheiten müssen alle Propagandamittel herhalten“, so Der Spiegel 1948. Die sozialhygienische Beratung des Films übernahm Dr. Klaus Boehmer.
Straßenbekanntschaft wurde unter dem Arbeitstitel Falsche Scham vom 14. Juli bis 12. Dezember 1947 in Berlin gedreht. Die Atelieraufnahmen entstanden in Berlin-Johannisthal. Die Kostüme schuf Gertraud Recke, das Szenenbild stammt von Wilhelm Depenau. Der Film erlebte am 13. April 1948 im Berliner Filmtheater am Friedrichshain seine Premiere und lief am 23. April 1948 in den ostdeutschen Kinos an.
Als Austauschfilm Mittel-Deutschland/West-Deutschland fand Straßenbekanntschaft auch Eingang in westdeutsche Kinos. Premiere im britischen Sektor war am 10. Oktober 1948 in Hamburg und im amerikanischen Sektor am 9. Dezember 1949 in München. Bis 1950 hatten fast 5.300.000 Besucher den Film gesehen, womit er zu den besucherstärksten Filmen der DEFA gehört. Am 31. März 2011 wurde der Film auf der Doppel-DVD Peter Pewas Filme 1932–1967 veröffentlicht.
Es war nach Der verzauberte Tag der zweite Spielfilm von Peter Pewas und seine einzige Arbeit für die DEFA. Hauptdarstellerin Gisela Trowe gab im Film ihr Leinwanddebüt.

## Stilistik
Christiane Mückenberger meinte, dass einige Szenen des Films „an den französischen poetischen Realismus erinnern“ und spätere Berlin-Filme der DEFA vorwegnahmen. Herbert Ihering nannte den Filmstil eine „Synthese des französischen und russischen Films – zwischen Renoir und Donskoi“. Pewas selbst hatte 1947 Roberto Rossellini kennengelernt und war von seinen Filmen fasziniert; Kameramann Georg Bruckbauer war wiederum experimentierfreudig und setzte im Film neben Lichteffekten auch verstärkt ein Weitwinkelobjektiv ein, das der optische rote Faden des Films wurde. Bewusst experimentierten Bruckbauer und Pewas zudem mit Licht und Schatten. Fred Gehler fasste die stilistischen Merkmale 1991 zusammen:

„Die Kamera als Scheinwerfer. Das von der deutschen Filmklassik so geschätzte und entdeckte Modellieren mit dem Licht, durch das Licht. […] Die Schwenks und der extreme Weitwinkeleinsatz in manchen Szenen des Films hätten in anderen Filmländern zu Elogen auf die moderne filmische Stilistik geführt. In der gespaltenen deutschen Kinematographie anno 1948 blieb dies alles unbemerkt oder unangemerkt.“

## Kritik
Der Spiegel bezeichnete Straßenbekanntschaft als einen Aufklärungsfilm, in dem jedoch fast alle Gegenwartsprobleme vermengt werden: „Hunger, Heimkehrer, Pappfenster, Hunger, Schieber, Frauenarbeit, Hunger.“ Die dargestellten Fallbeispiele wurden als nicht typisch kritisiert, die Milieus wiederum als „in brutalster Schwarz-Weiß-Manier gezeichnet“. Andere Kritiker bemängelten, dass im Film ausschließlich negative Personen und Seiten Berlins vorkommen, nicht jedoch „die Menschen der Großstadt, die trotz aller Not sauber geblieben sind.“
Der film-dienst meinte, der Film sei „vergleichsweise ernsthaft, wenn auch künstlerisch anspruchslos in Szene gesetzt.“ Frank-Burkhard Habel hingegen befand, dass der Film „ein stilistisch dichtes, filmkünstlerisch ungewöhnliches Werk [sei], dessen Qualitäten damals von der Kritik kaum bemerkt wurden.“ Ähnlich urteilte Fred Gehler 1991, der den Film „eine der schönsten filmischen Offenbarungen des deutschen Nachkriegsfilms“ nannte und erkannte, dass Pewas den Auftrag, einen Aufklärungsfilm zu drehen, „nach Kräften [unterlief, er] gab vielmehr das authentische Bild einer jungen Nachkriegsgeneration in ihrer Hilf- und Ratlosigkeit. Sie ist gierig nach Leben, durstig nach Liebe. […] Die dramatische Konstruktion des Films ist erstaunlich offen: Geschichte und Gesichter tauchen auf und werden wieder verlassen. Ein Pirschgang durch seelische Landschaften.“